# Fassfern
Fassfern (Schots-Gaelisch: An Fasadh Feàrna) is een dorp op de noordelijke oever van Loch Eil ongeveer 10 kilometer ten westen van Fort William in de Schotse lieutenancy Inverness in het raadsgebied Highland.